# Celia Barboza
Celia Barboza (La Paloma, Rocha, 1977) es una deportista, surfista, profesora de educación física e instructora de surf uruguaya.
Es miembro del Equipo Nacional de Surfing y columnista de la Unión de Surf del Uruguay (USU).
12 veces Campeona del Circuito Nacional de Surfing de la Unión de Surf del Uruguay, medalla de bronce en un Panamericano de Mar del Plata. 
Fue quinta en el Mundial Máster de Surf que se disputó en Ecuador, representando a Uruguay, logrando así el mejor resultado de surf en la historia uruguaya en un mundial de la Asociación Internacional de Surf. Participó del concurso uruguayo en 2016.
- 2015, campeona damas open de la Copa Samsung Life en Playa el Emir.[6]

- 2019, campeona damas open de la quinta etapa del circuito uruguayo en playa La Plage, Punta del Este.